# مارغريت كلاركسون
مارغريت كلاركسون (بالإنجليزية: Margaret Clarkson)‏ هي رسامة بريطانية، ولدت في 13 أغسطس 1941 في روثرهام ‏ في المملكة المتحدة.